# 丁霞
丁 霞（てい か、Ding Xia、1990年1月13日 - ）は、中華人民共和国の女子バレーボール選手である。中華人民共和国代表。

## 来歴

### クラブチーム
河北省出身。2013年、Liaoning Brilliance Autoに入団する。2023/24シーズンはポーランドリーグのグルパ・アゾティ・チェミック・ポリツェへ移籍した。

### 代表チーム
2014年、中国代表に初選出される。同年5月のモントルーバレーマスターズで代表デビューを飾る。同年9月のアジアカップではB代表の主将としてチームを牽引し、金メダルを獲得した。2015年、アジア選手権とワールドカップで金メダルを獲得した。2016年、リオデジャネイロ五輪で金メダルを獲得した。2017年9月のグラチャンでは金メダルを獲得した。2019年、ワールドカップで2大会連続の優勝に大きく貢献し、ベストセッター賞に選ばれた。2021年、東京五輪に出場したが、チームは9位に終わった。2022年、世界選手権に出場した。

## 球歴
- 三大大会
  - オリンピック - 2016年、2021年、2024年
  - 世界選手権 - 2018年、2022年
  - ワールドカップ - 2015年、2019年
- その他大会
  - グラチャン - 2017年
  - アジア選手権 - 2015年
  - アジアカップ - 2014年
  - ワールドグランプリ - 2015年、2016年、2017年
  - ネーションズリーグ - 2018年、2019年、2022年

## 受賞歴
- 2014年 - アジアカップ ベストセッター賞
- 2017年 - ワールドグランプリ ベストセッター賞
- 2019年 - ワールドカップ ベストセッター賞

## 所属クラブ
- 遼寧（2013-2023年）
- グルパ・アゾティ・チェミック・ポリツェ（2023-2024年）
- 遼寧（2024年-）